# TV-eken

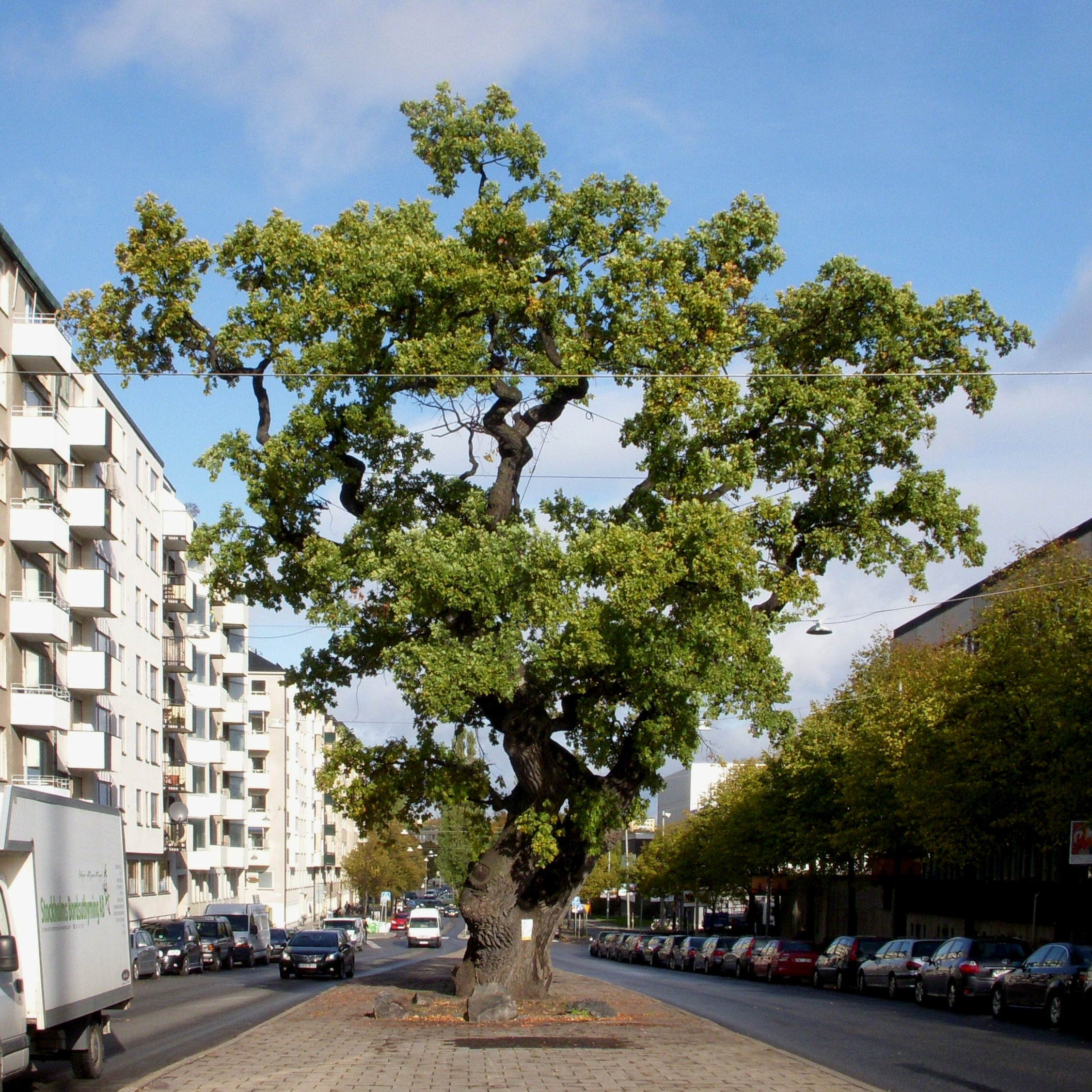
TV-eken i oktober 2011.

TV-eken, även kallad Radiohuseken, var en månghundraårig ek på Oxenstiernsgatan, Östermalm i Stockholm. Namnet härrör från ekens placering utanför TV-huset och Radiohuset. Trädet fälldes på grund av rötangrepp den 25 november 2011 då det påstods utgöra en fara för allmänheten. Den planerade fällningen ådrog sig protester från aktivister. På grund av detta genomförde Stockholms stads trafikkontor flera undersökningar av trädet innan det dömdes ut.

## Historik

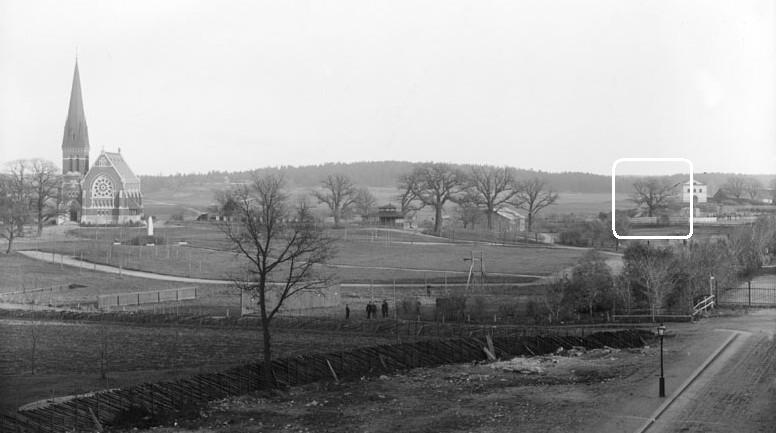
Vy över Gärdet mot öst med Gustaf Adolfskyrkan till vänster och den omtalade TV-eken till höger (inom vit ram), 1898.

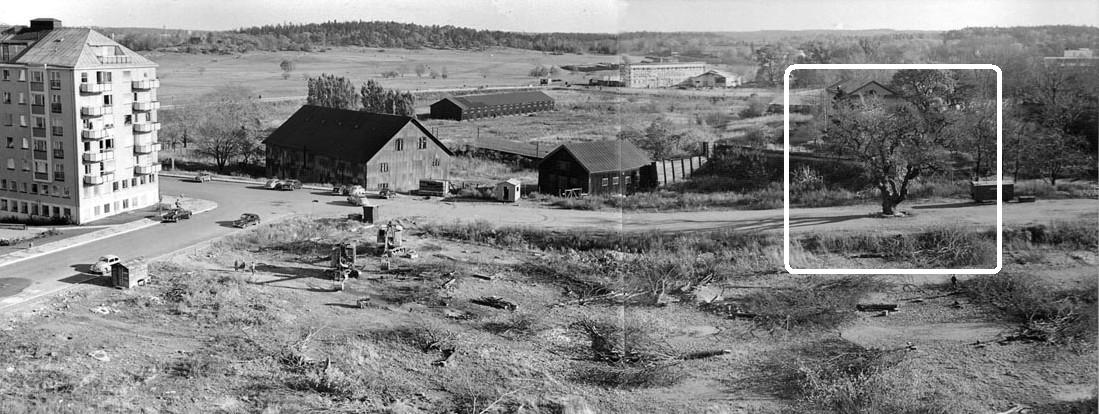
Liknande vy 1957, eken till höger (inom vit ram).

På ett fotografi över Gärdet från 1898 syns den omtalade eken, som då redan var flera hundra år gammal. 1957 togs ett fotografi med ungefär samma vy mot öst, där ser man eken mitt i dåvarande Oxenstiernsgatan innan bostadshusen och TV-huset uppfördes.
Eken var enligt utredningen Unika ekmiljöer i Stockholm troligen mellan 500 och 1 000 år gammal och hörde därmed till Stockholms äldsta levande ekar. Den var listad bland stadens hundra grövsta ekar och hade en omkrets på 5,80 meter och en diameter på 2,00 meter, mätt en meter över nuvarande marknivån.
Enligt arboristen Erik Solfjeld, som i november 2011 på uppdrag av Stockholms stads trafikkontor undersökte trädet, hade eken en ålder av mellan 350 och 450 år.
På Rutger Sernanders lista över djurgårdsekarna från 1920-talets mitt fick den ordningsnummer 51; en mycket grov ek av skafttyp, med kort stam och kraftiga grenar.
När bostadskvarteren byggdes och Oxenstiernsgatan breddades på 1960-talet bevarades eken på initiativ av dåvarande stadsträdgårdsmästaren Holger Blom och den hamnade då på en refug mitt emellan Oxenstiernsgatans östra och västra körbana. Samtidigt höjdes den kringliggande marken cirka två meter och en stensatt, cylindrisk "brunn"  byggdes kring trädets stam. Som lock monterades först ett järngaller men det byttes efterhand ut mot ett förhållandevis tätt skydd av trä.

## Fällningen 2011

### Utredning, beslut och fällning

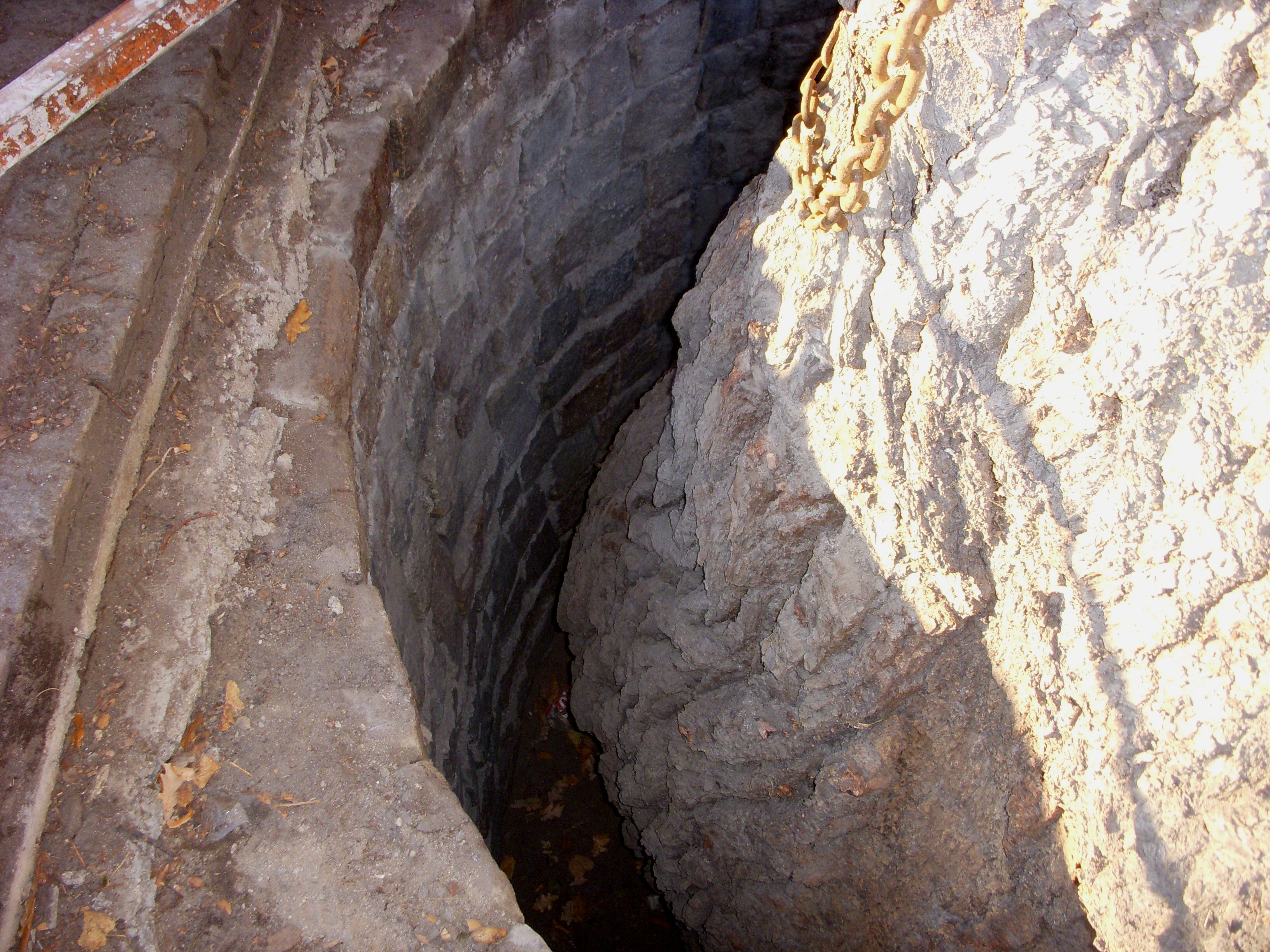
Ekens stam i "brunnen" med öppnat "lock".

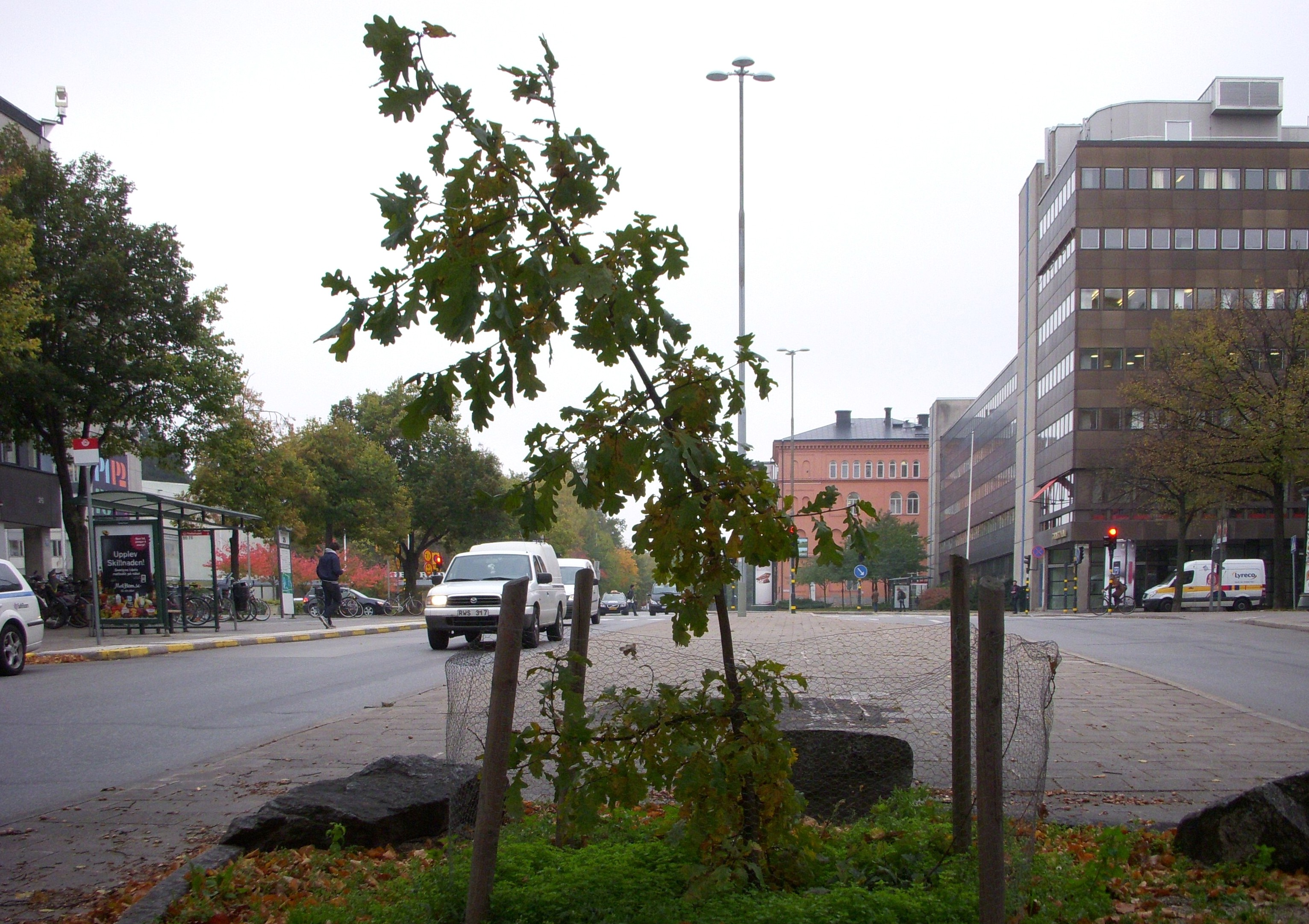
"Lilleken" i oktober 2011.

TV-ekens tillstånd uppmärksammades i Dagens Nyheter i oktober 2003. Man kunde där läsa att "Tv-eken är dömd" och att "den kan ramla omkull vilken dag som helst". Anledningen till tidningsartikeln var de prover som tagits år 2003 av arboristen Anders Ohlsson Sjöberg från Arbor konsult i Stockholm och av Bernd Gustke från Institut für Gehölze + Landschaft i Tyskland, genomförda på uppdrag av Stockholms stads trafikkontor. Trädet undersöktes med bland annat tomograf (instrumentet möjliggör skonsam undersökning med ljudvågor). Anders Ohlsson Sjöbergs slutsats var att "inga förebyggande åtgärder bedöms kunna göra trädet tillräckligt säker för den plats den står på".
Med ledning av ett tiotal undersökningar som hade genomförts sedan 2002 beslutade Trafikkontoret i oktober 2011 att ta ner trädet av trafiksäkerhetsskäl. Stam och grenar skulle därefter bevaras i Kaknäsområdet för att möjliggöra för insekterna i trädet att leva vidare. Till följd av kraftiga protester mot fällningen, anlitade Trafikkontoret arboristen Erik Solfjeld från Oslo kommune Park og friområdeforvaltningen i Oslo för att undersöka eken på nytt. I samband med undersökningen påpekade Solfjeld att det fanns risk för att eken skulle kunna vara drabbad av rotröta, varpå Trafikkontoret gjorde en egen undersökning. Det "lock" som då fanns runt eken bröts upp och efter en okulärbesiktning av stammen i "brunnen" hävdade man att eken hade drabbats av rotröta. Trafikkontorets bedömning var att trädet när som helst skulle kunna falla och spärrade av trafiken på Oxenstiernsgatan.
Solfjelds utredning gav tre alternativ: att lämna trädet som det är och därmed riskera personskador, att beskära det kraftigt vilket skulle medföra en "stark försämring av trädets värde och estetiska kvalitet", eller att fälla det. Det sista alternativet var enligt Solfjeld det mest rimliga. Han sa vidare i sin rapport att fällningen "är knappast den mest populära lösningen - åtminstone inte på kort sikt, men den enda lösningen som garanterar säkerhet till 100%".
Arborister både från Göteborg och Falun reste till Stockholm för att undersöka eken med hjälp av egna tomografiska mätningar och därefter  hållfasthetsberäkna trädets styrka.
Vid ettiden på natten den 25 november 2011 anlände cirka femtio poliser i elva piketbilar och området spärrades av. Efter en dryg timme hade ett 50-tal protesterande förpassats utanför avspärrningarna. När trädfällarna kom vid tretiden uppstod smärre tumult när upprörda människor försökte stoppa arbetet. Efter två timmar var eken fälld och delarna transporterades bort till en parkeringsplats vid Hunduddsvägen. På Oxenstiernsgatan fanns stubben kvar.

### Lilleken
För att ge TV-eken möjlighet att leva vidare sparade Trafikkontoret redan år 2003 ett antal ekollon. Efter att dessa planterats vid trädskolan i Riddersvik blev resultatet den så kallade "Lilleken", som planterades bredvid TV-eken. På grund av arbetena i samband med fällningen flyttades Lilleken temporärt från Oxenstiernsgatan, men skall, enligt Mats Freij på Trafikkontoret, återplanteras någonstans i närheten.

### Bilder

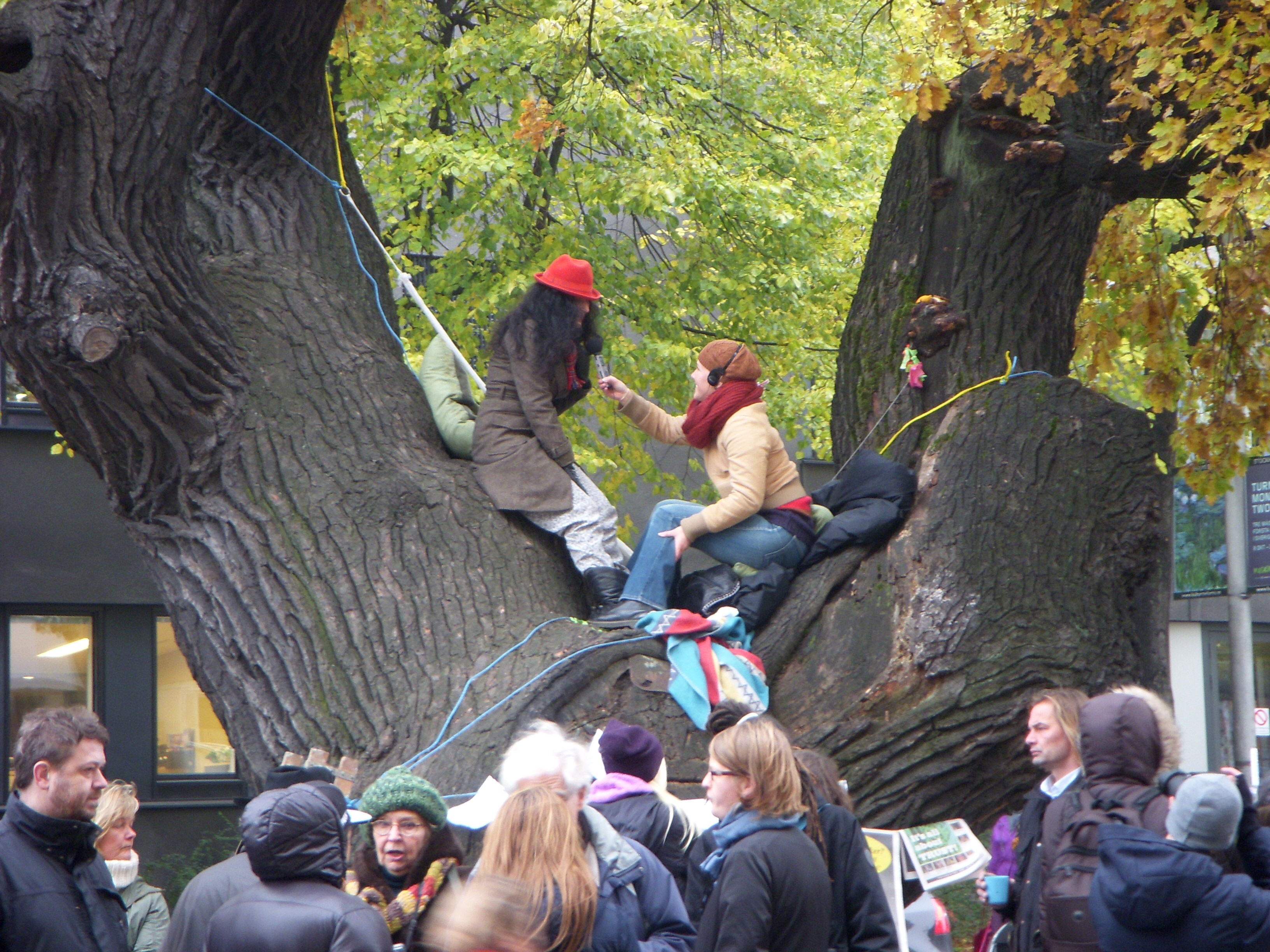
Protester, 24 oktober 2011.
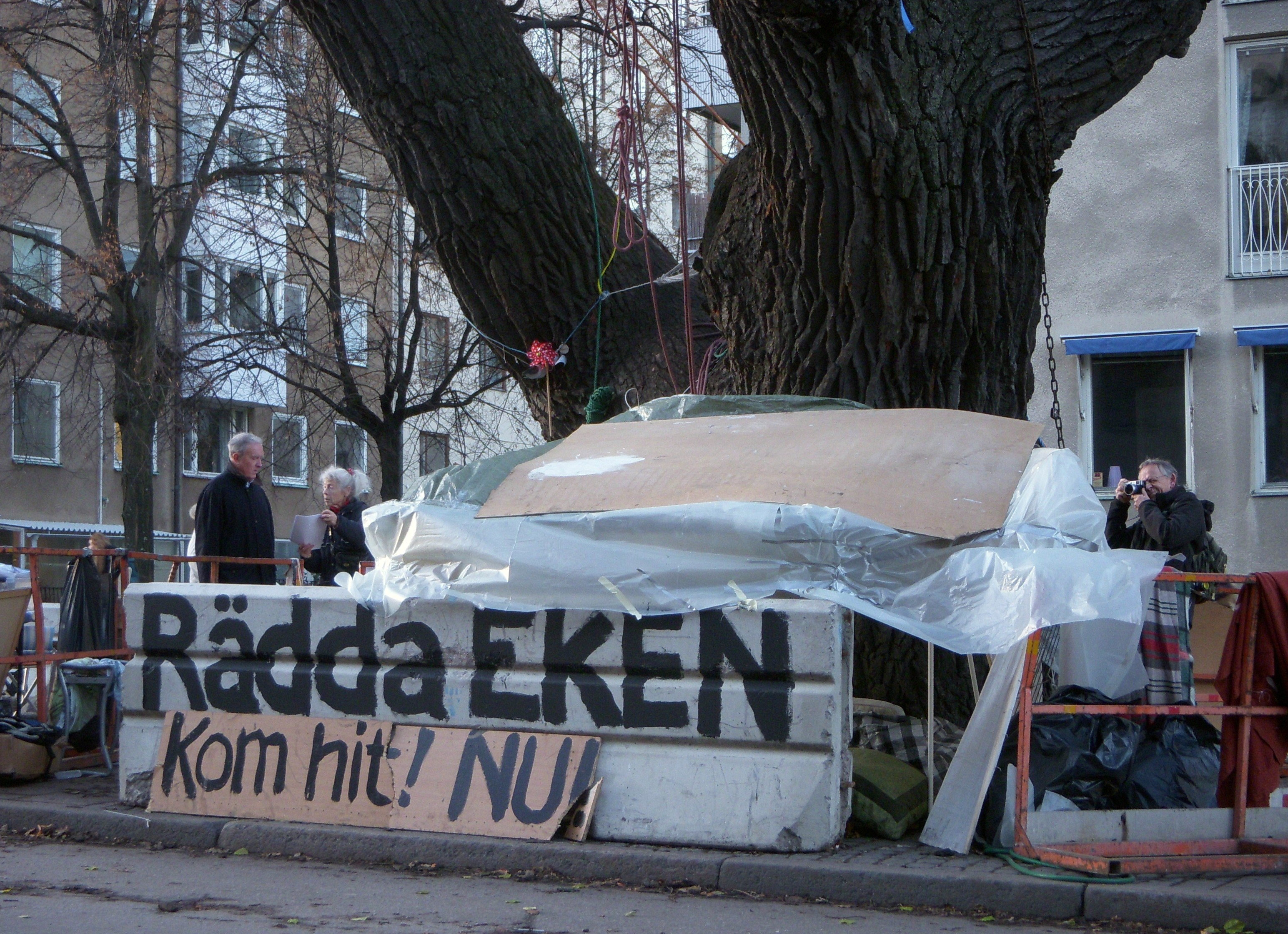
"Rädda eken", 24 november 2011.
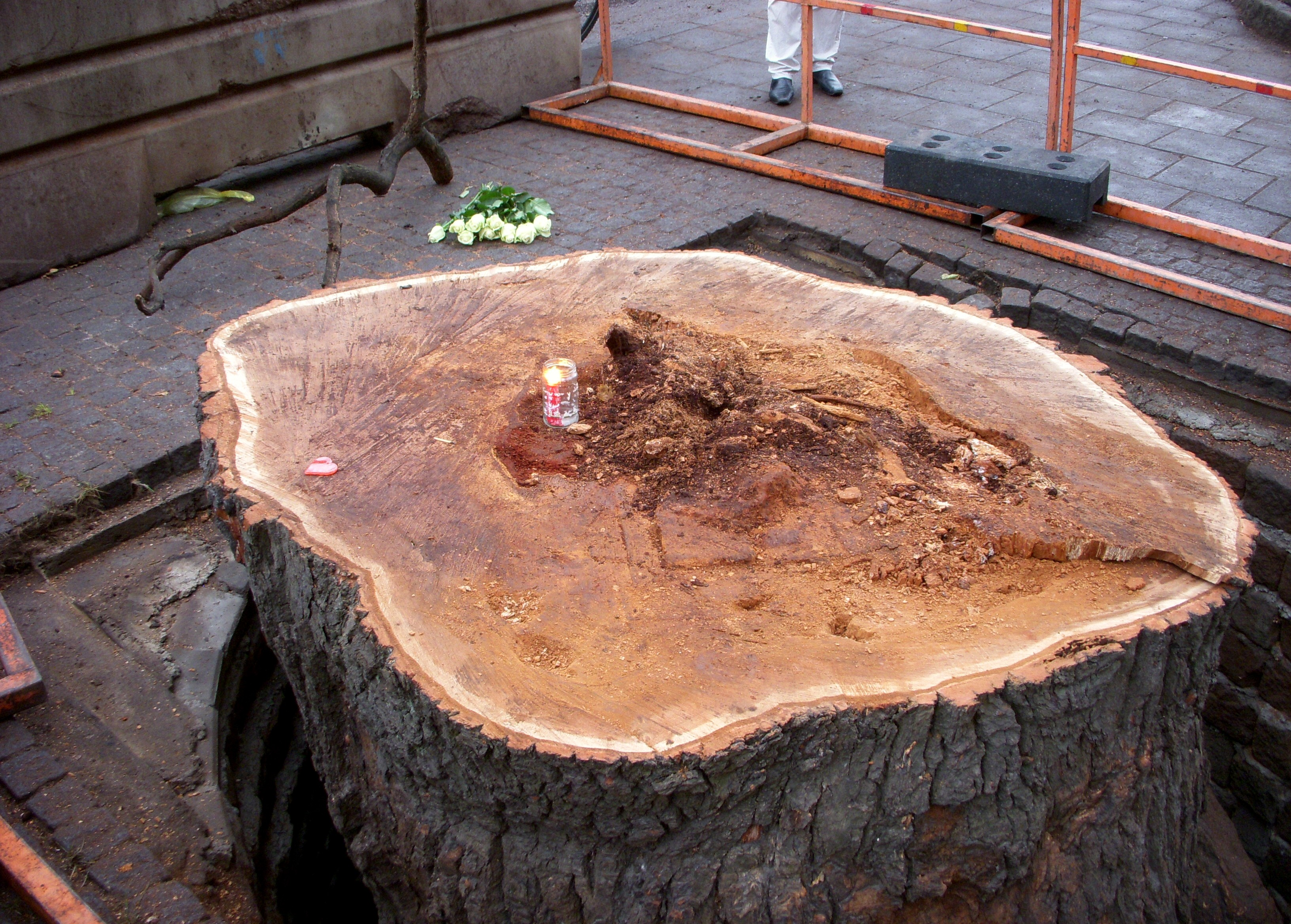
Stubben på Oxenstiernsgatan, 25 november 2011.
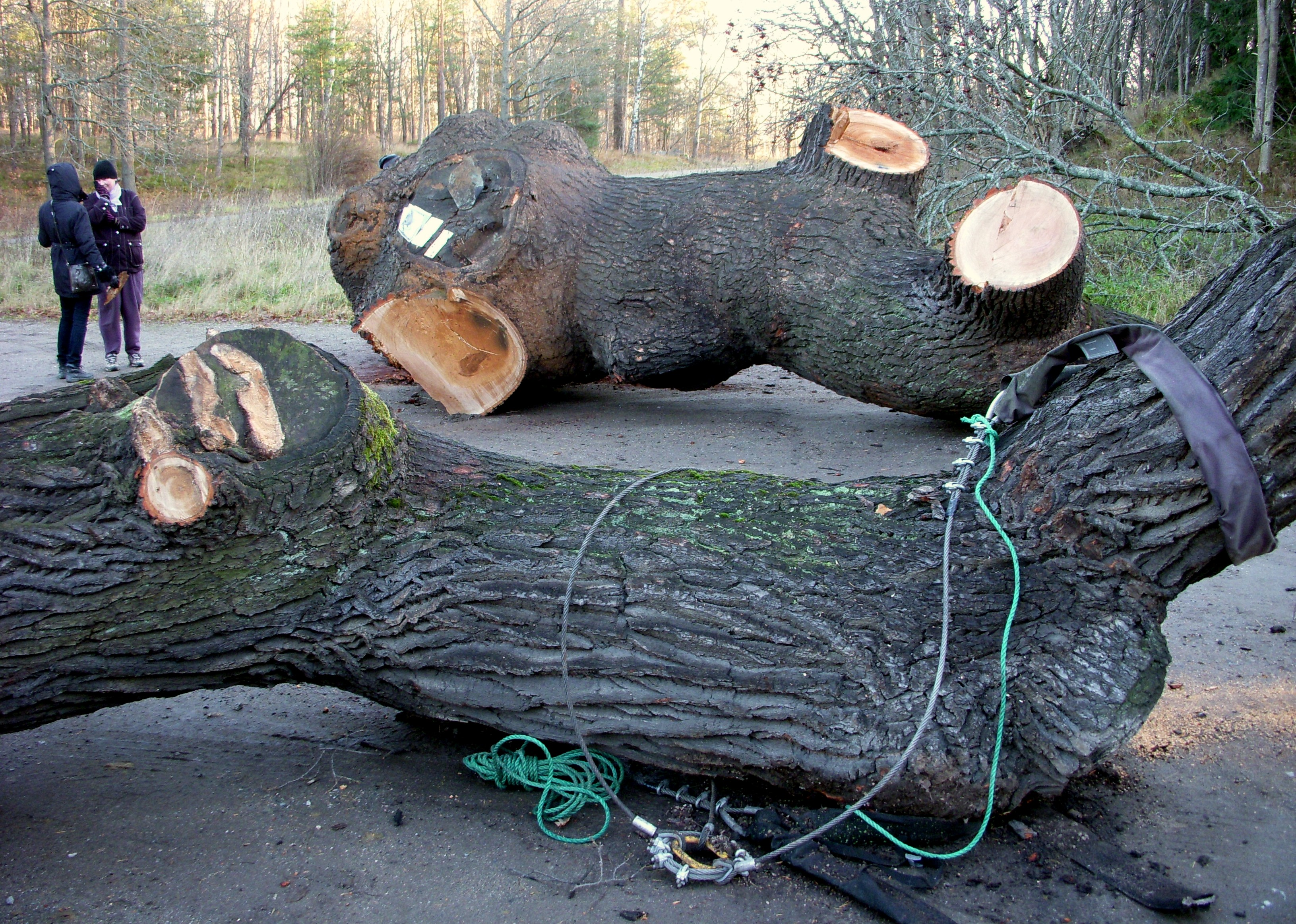
Ekens rester, Hundudden, 26 november 2011.

### Protester
Demonstranter fjättrade fast sig vid eken i protest mot att den skulle fällas. Trädet skulle ursprungligen ha sågats ned den 24 oktober 2011, men redan dagen innan var trädet omringat av trädkramare och allmänheten. Trafikkontoret fick avblåsa fällningen och tog i stället till skyddsåtgärder genom att sätta upp avspärrningar och lägga om trafiken. "Så länge folk håller sig kring eken", så klarar den sig, menade Mats Freij, informatör på Trafikkontoret. Efter rapporten om rotröta skulle trädet ha fällts den 18 november 2011, men protesterna  resulterade återigen i att Trafikkontoret tillfälligt stoppade fällningen.

### Efterspel
Att TV-eken sågades ner upprörde många. Enligt Trafikkontoret fick flera tjänstemän ta emot allvarliga hot vilket resulterade i nya tidningsrubriker. Under den tumultartade protestaktionen vid trädfällningen skall enligt Trafikkontoret en tjänsteman fått ta emot dödshot.
En miljöpartistisk politiker som vid tillfället satt som ledamot i Östermalms stadsdelsnämnd polisanmäldes för olaga hot. Politikern erkände att han hamnat i dispyt med en tjänsteman men dementerade att han skulle ha hotat någon. Som en protest mot anklagelsen avsade sig politikern senare sina uppdrag.
Några av ekens grenar flyttades till babianberget i Skansen-Akvariet, där de blev till klätterställning för aporna. Några grenar har även transporterats till Lommaryd, där konstnären Alexander Björk vill förvandla dem till flera konstföremål, varav något sedan ska tillbaka till Stockholm.
Sveriges televisions och Sveriges radios rapportering om eken diskuterades med hänvisning till närhetsprincipen, där händelser som är nära belägna, geografiskt eller kulturellt har större sannolikhet att uppmärksammas i media. Rapporteringen har också angetts som ett exempel på närhetsprincipen.
2013 blev fällningen av eken föremål för debatt i Stockholms kommunfullmäktige.

## Eken i kulturen
På 1870-talet tecknade Carl Svante Hallbeck en något idealiserad bild av Eken i Laboratoriehagen. Den kallades så eftersom militär laboratorieverksamhet fanns här innan TV-huset byggdes.
Konstnären, illustratorn och författaren Gunnar Brusewitz beskrev eken i boken Stockholm, staden på landet (1969). I texten benämnde han den Radioeken och menade att eken fick även den "mest hårdhudade arkitekten att känna respektfull vördnad" och det "har gjort att det väldiga trädet nu håller ut sina knotiga grenar [...] trots att det inramas av blänkande husjättar av glas och betong". Det hela illustrerade han med en teckning som visar "ek nr. 51, Radioeken", innan man kapade ett par av de grova grenarna för trafikens skull.

## Bilder
TV-eken, eller Radiohuseken på Oxenstiernsgatan från hösten 1957 till november 2011.

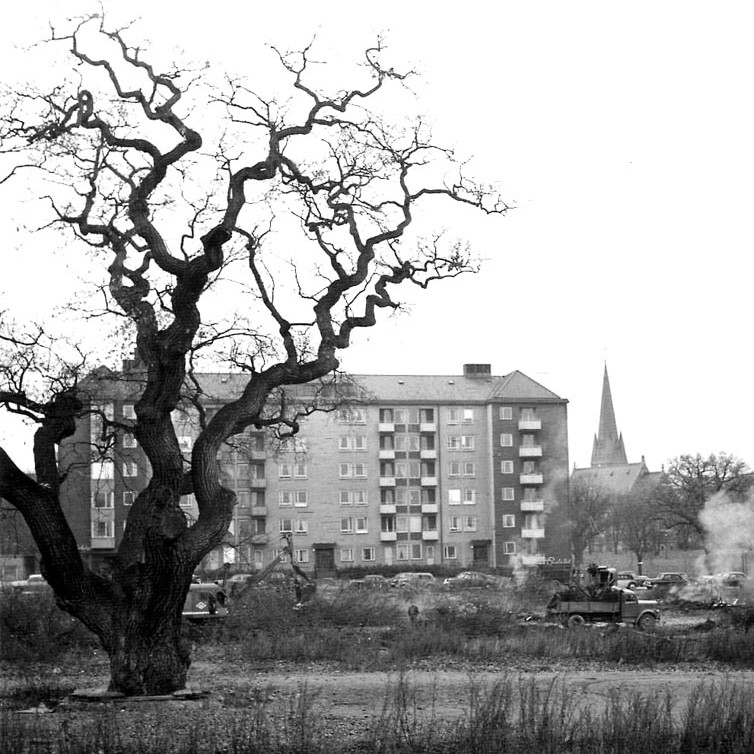
Hösten 1957
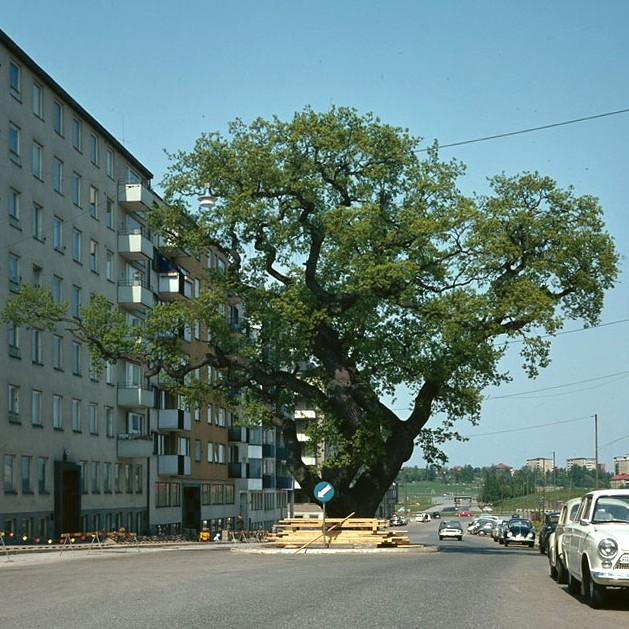
25 maj 1963
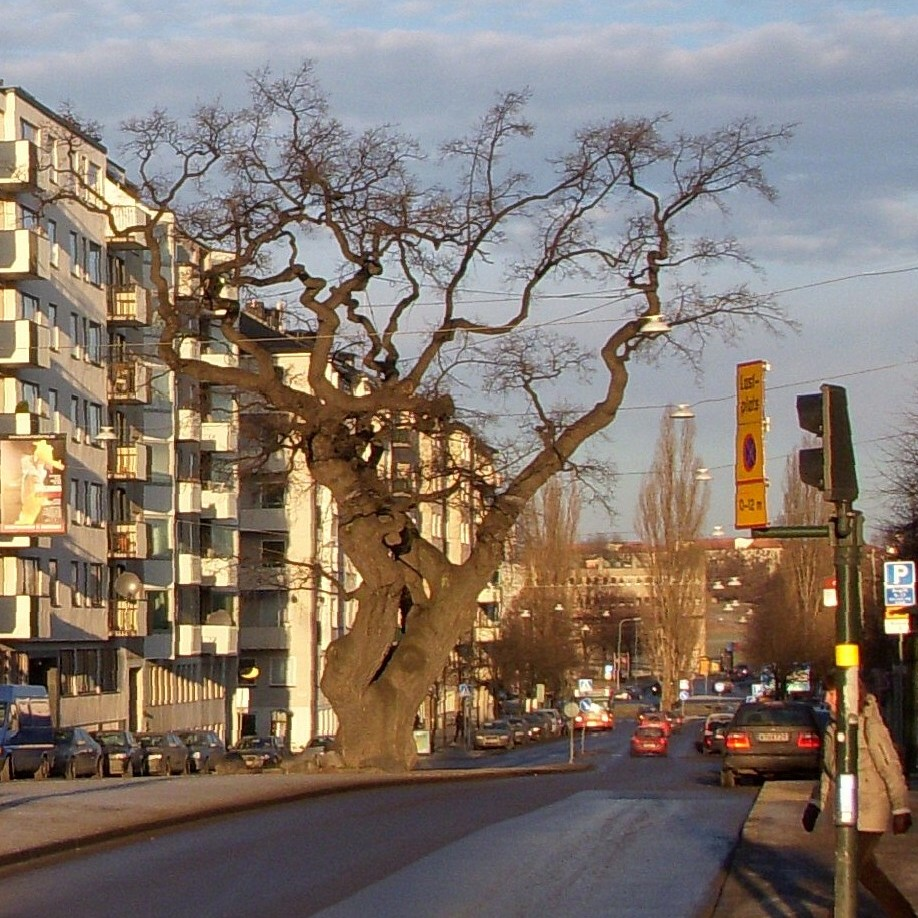
30 december 2008
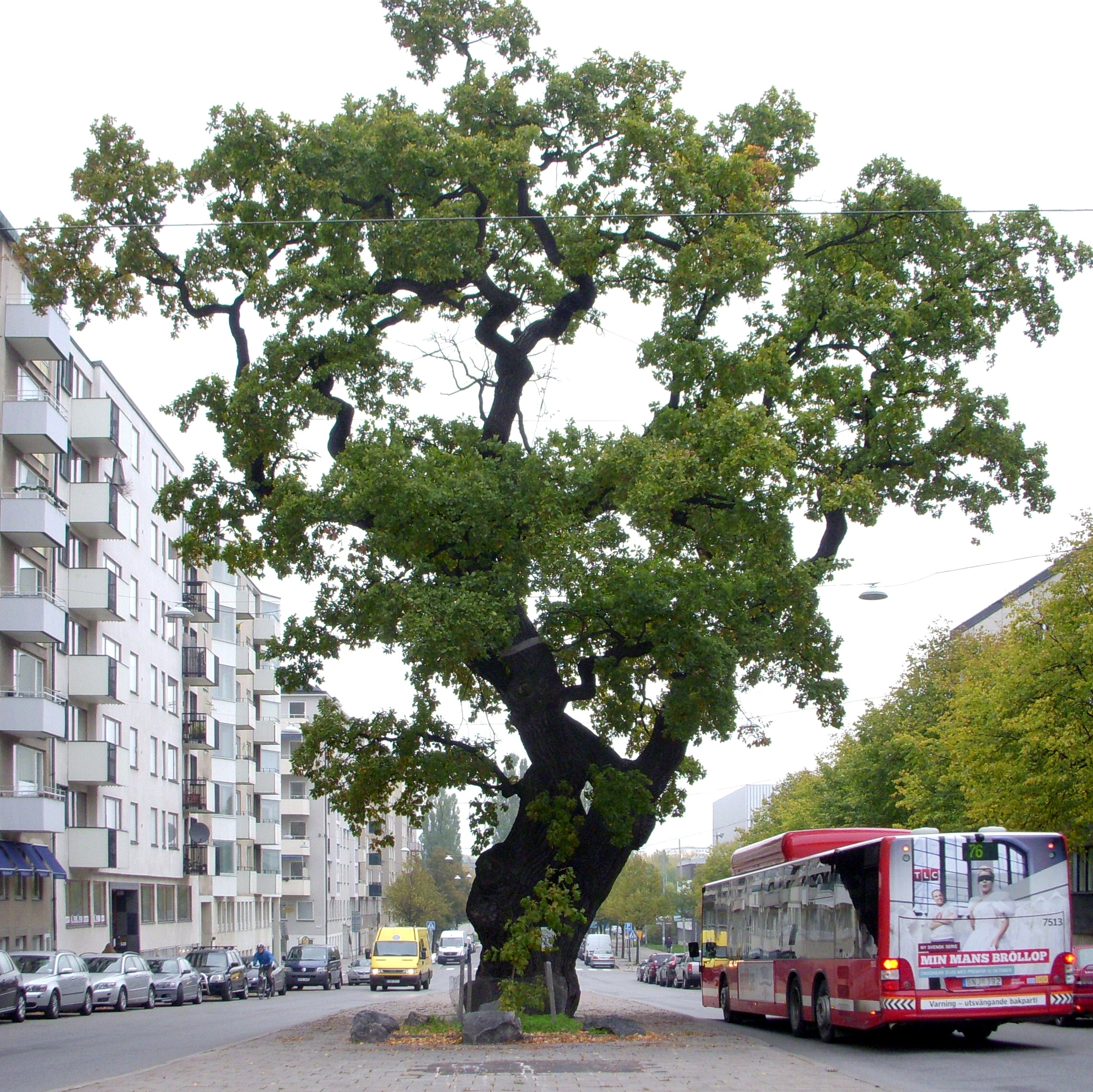
17 oktober 2011
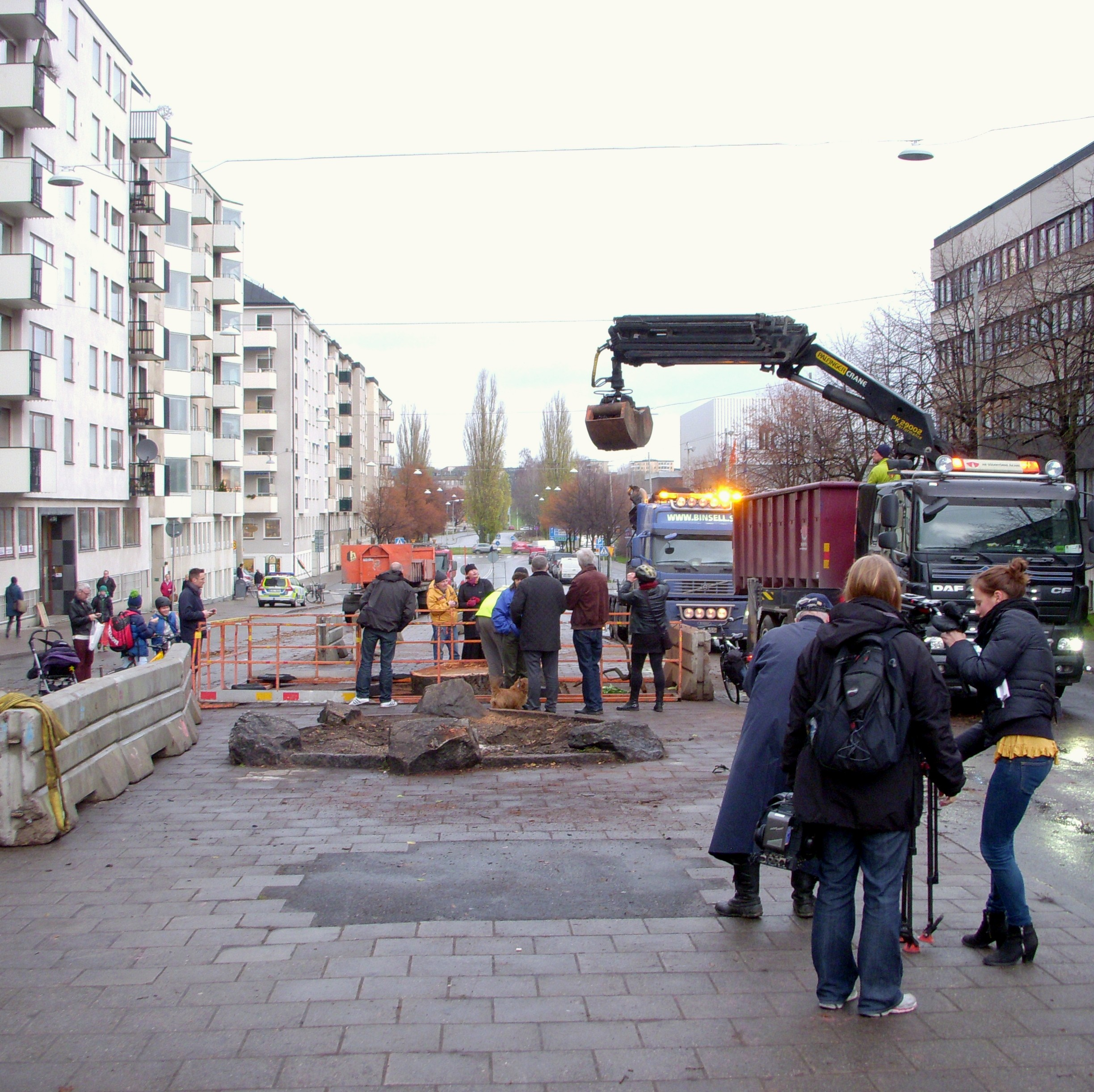
25 november 2011

## Referenser

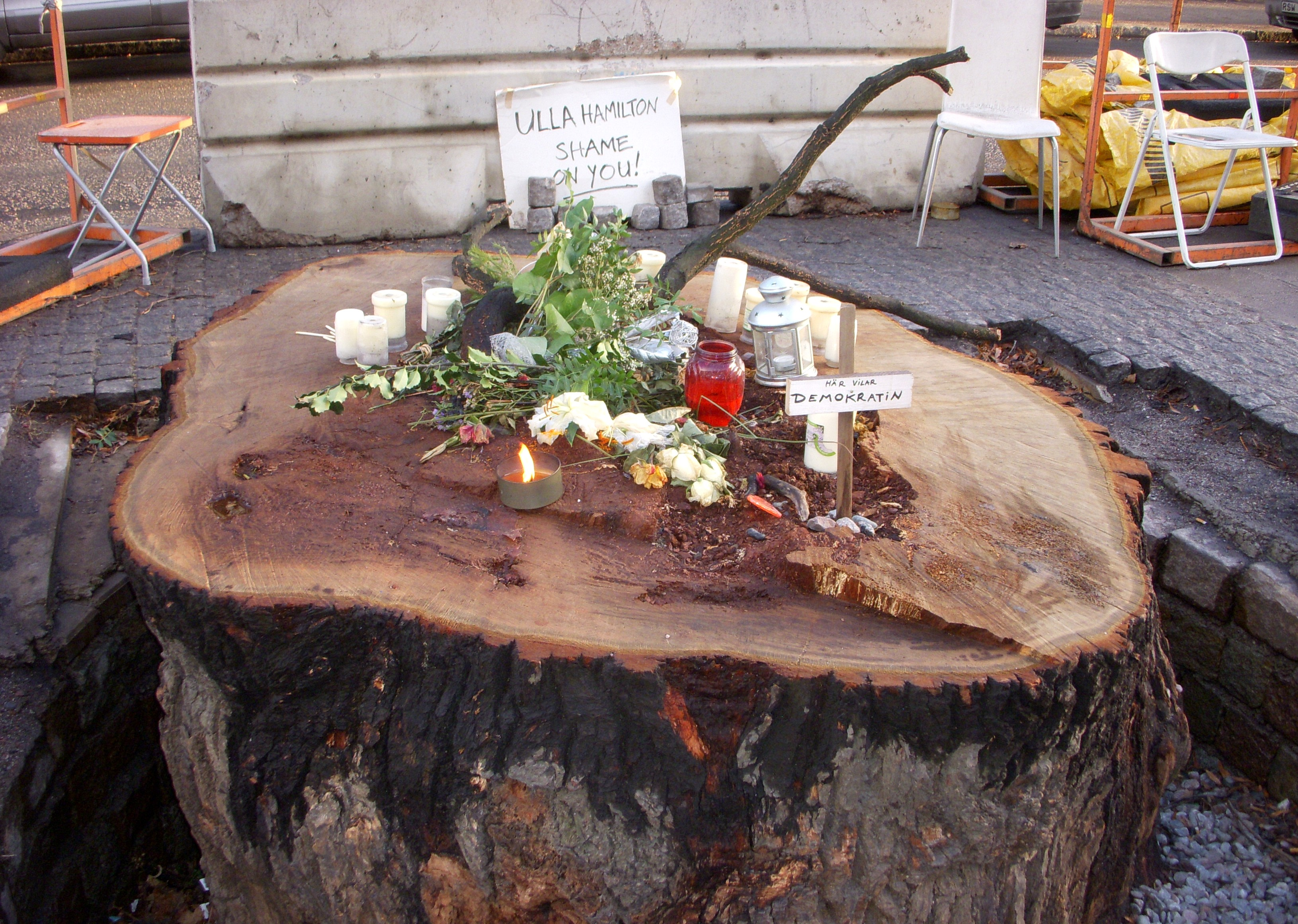
Stubben efter TV-eken den 11 januari 2012.

## Rapporter
- Statusbedömning av arboristen Anders Ohlsson Sjöberg, daterad 2011-07-08. ( PDF)
- TILSTANDSBEDØMNING ”Radiohuseken” Oxenstiernsgatan - Stockholm (Tillståndsbedömning av arboristen Erik Solfjeld), daterad 2011-11-22. ( PDF)
- Critic of the Solfeld report (Kritisk granskning av Solfjeldrapporten), utan datum.